# 광주영상복합문화관
광주영상복합문화관(光州映像複合文化館, Gwangju Visual Content Center, GVCC)은 청소년 등 광주광역시민들에게 문화콘텐츠에 대한 체험·학습 기회를 제공하고, 문화상품의 전시·홍보 및 마케팅 지원 등을 통해 지역 문화산업의 활성화를 도모하고자 광주광역시 조례에 근거하여 설립된 관람시설이다.

## 연혁
- 2004년 9월 영상복합문화관 건립계획 수립
- 2008년 3월 기공식 개최
- 2009년 10월 영상복합문화관 관련 조례 의결
- 2009년 11월 건물 준공
- 2010년 2월 개관

## 주요 기능
- 영상·콘텐츠에 대한 체험 및 학습기회 제공
- 영상·콘텐츠 상품의 전시, 홍보 및 마케팅 지원
- 기타 영상·콘텐츠 육성정책의 목적달성에 필요한 사항

## 건물 개요
- 위치 : 광주광역시 동구 서석동 47-1(舊 광주세무서)
- 규모 : 부지 1,598m², 연면적 6,289m²(지상 6층, 지하 2층)
- 각 층 구성
  - 6층 G시네마
    - G시네마(3D입체디지털상영관)
    - 영상체험존
    - 쉼터존
    - 캐릭터포토존

  - 5층 콘텐츠홍보홀
    - 콘텐츠소개존
    - 애니메이션존
    - 게임존
    - 첨단영상존
    - 캐릭터존

  - 4층 아카데미·마케팅지원홀
    - 루비(교육실)
    - 에메랄드(교육실)
    - 사파이어(교육실)
    - 크리스탈(교육실)
    - 마케팅지원실
    - 운영사무실

  - 3층 에듀테인먼트홀
    - 웨스턴마카로니

  - 2층 에듀테인먼트홀
    - 웨스턴마카로니

  - 1층 기획전시·공연홀
    - 안내데스크
    - 소공연장
    - 기획전시실
    - 캐릭터상품전시
    - 미디어트리

  - 지하 1,2층
    - 주차장

## G시네마
- 3D디지털입체영상을 볼 수 있는 첨단영상극장이다.
- THX, DOLBY, DIGITAL 음향장비 등으로 구성된다.
- 총 105석 규모의 3D 첨단영상, 디지털애니메이션, 영화 등 상업영화에서 독립영화까지 모두 상영할 수 있다.

## 주차시설
- 명칭 : 광주영상복합문화관 부속 주차장
- 관리자 : 재단법인 광주정보문화산업진흥원
- 이용시간 : 08:00 ~ 20:00(20:00 이후 주차차량의 경우 무단방치차량으로 간주하여 불이익을 받을 수 있음)
- 주차요금 : 무료(방문자 및 상주인원에 한함)

## 같이 보기
- 광주정보문화산업진흥원
- 광주광역시